# Пільховиці (Сілезьке воєводство)
Пільховиці (пол. Pilchowice, нім. Pilchowitz) — село в Польщі, у гміні Пільховиці Гливицького повіту Сілезького воєводства. Раніше — місто. ↵Населення — 3048 осіб (2011).
У 1975—1998 роках село належало до Катовицького воєводства.

## Демографія
Демографічна структура станом на 31 березня 2011 року:
|          | Загалом | Допрацездатний вік | Працездатний вік | Постпрацездатний вік |
| -------- | ------- | ------------------ | ---------------- | -------------------- |
| Чоловіки | 1503    | 272                | 1071             | 160                  |
| Жінки    | 1545    | 243                | 959              | 343                  |
| Разом    | 3048    | 515                | 2030             | 503                  |